# Hermann Buhl

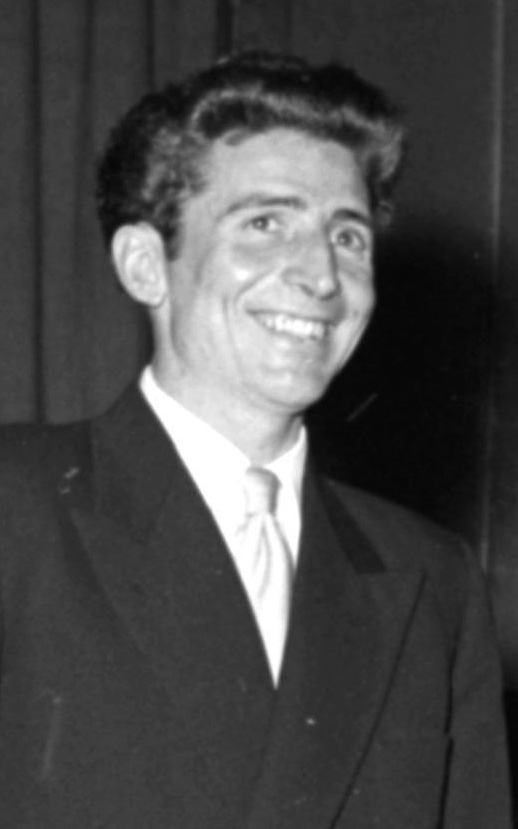
Hermann Buhl (1953)

Hermann Buhl (* 21. September 1924 in Innsbruck; † 27. Juni 1957 an der Chogolisa, Pakistan) war ein österreichischer Alpinist. Als erster Mensch bestieg er 1953 den Nanga Parbat und gehörte vier Jahre später zu den Erstbesteigern des Broad Peak. Er zählt zu den Pionieren des Alpinstils.

## Leben
Hermann war das jüngste von vier Kindern. Als Vierjähriger wurde er mit seinem Halbbruder Siegfried in ein Waisenhaus gebracht, nachdem seine aus Südtirol stammende Mutter Marianne psychisch erkrankte und in eine Anstalt kam. Sein Vater Wilhelm, der mit der Betreuung der vier Kinder überfordert war, erzählte den Kindern, ihre Mutter sei gestorben. Tatsächlich wurde Marianne jedoch Jahre später Opfer der Nazi-Euthanasie in Mauthausen. Zwei Jahre nach dem Einzug ins Waisenhaus wurde Hermann von Tante und Onkel aufgenommen. In den 1930er Jahren unternahm der als schwächlich und sensibel geltende Bub die ersten Touren in den Tuxer Alpen, im Wilden Kaiser und im Karwendel. 1939 trat er der Jungmannschaft der Sektion Innsbruck bei, die von 1938 bis 1945 zum Deutschen Alpenverein (DAV) gehörte. Später war er zusammen mit seinem Freund Kurt Diemberger Mitglied in der Sektion Bergland des DAV in München. Durch die Vermittlung von Luis Trenker wurde er vom Sektionsgründer August Schuster gefördert und erhielt eine Anstellung in dessen Sporthaus.

### Beruf und Familiengründung
Nach Abschluss der Hauptschule begann Hermann Buhl eine Lehre zum Speditionskaufmann. 1943 durchlief er eine Ausbildung zum Soldaten in St. Johann in Tirol und kämpfte im Krieg als Gebirgsjäger in Italien, unter anderem am Montecassino.
Im März 1951 heiratete Hermann Buhl Eugenie („Generl“) Högerle (1925–2025) aus Ramsau bei Berchtesgaden und wurde im gleichen Jahr Vater der späteren Schriftstellerin Kriemhild Buhl. Es folgten die Töchter Silvia und Ingrid sowie der Wechsel seines ersten Wohnsitzes an den Heimatort seiner Frau.
Seine Tätigkeit als Bergführer brachte nicht viel ein. Aus finanziellen Engpässen befreite ihn 1952 eine Anstellung als Bergsportartikel-Verkäufer und Ausrüstungsberater beim Sporthaus Schuster in München.

### Alpinismus
Buhl eröffnete und wiederholte eine Vielzahl von schweren Routen in den Alpen. Vor seinem Wirken im Karakorum ist Buhl durch herausragende Leistungen im Alpenraum in Erscheinung getreten, so 1952 mit der ersten Alleinbegehung der Nordostwand des Piz Badile und 1953 mit der Alleinbegehung der Ostwand des Watzmann nachts und im Winter, damals als Vorbereitung auf die anstehende Nanga-Parbat-Expedition.

### Erstbesteigung des Nanga Parbat

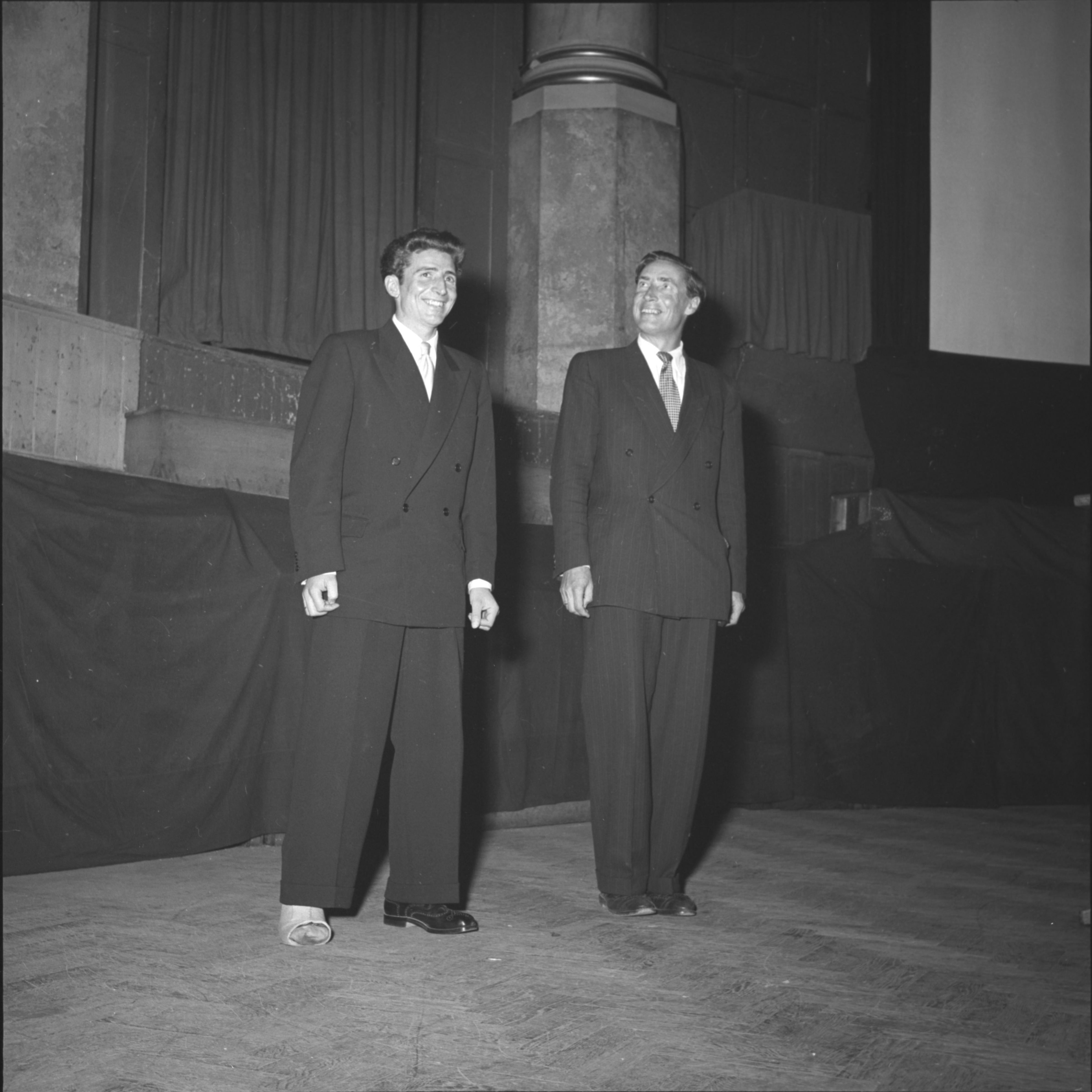
Hermann Buhl (links) und Walter Frauenberger nach der Nanga-Parbat-Expedition bei einem Vortrag im Wiener Konzerthaus (1953)

Der bekannteste Gipfelsieg Buhls ist die Erstbesteigung des Nanga Parbat (8125 m) am 3. Juli 1953. Sie fand im Rahmen der Willy-Merkl-Gedächtnis-Expedition statt, die durch den Münchener Arzt Karl Herrligkoffer organisiert und in Verbindung mit Peter Aschenbrenner als bergsteigerischem Leiter geführt wurde. Buhl hatte, begünstigt durch einen Wetterumschwung nach einem ersten Monsuneinbruch, zusammen mit Walter Frauenberger, Hans Ertl und Otto Kempter am 2. Juli das Lager V in 6900 m Höhe erreicht, wo er und Kempter die Nacht verbrachten, während die beiden anderen mit den Trägern ins Lager IV abstiegen.
Buhl brach im Alleingang und ohne zusätzlichen Sauerstoff in der Nacht gegen 02:30 Uhr zum Gipfel auf und erreichte ihn schließlich mit letzter Kraft gegen 19 Uhr. Als Beleg seiner Besteigung ließ Hermann Buhl seinen Eispickel und die pakistanische Flagge am Gipfel zurück (der Tiroler Wimpel war nur für ein Foto befestigt). Kempter, der eine Stunde später nachgefolgt war, hatte in etwa 7400 m Höhe auf dem Plateau am Silbersattel wegen eines Schwächeanfalls aufgeben müssen und war ins Lager V zurückgekehrt. Dort wartete er mit Frauenberger und Ertl, die wieder heraufgekommen waren, auf Buhls Rückkehr.
Das Biwak in fast 8000 m Höhe ohne Biwakausrüstung konnte Buhl nur wegen der ungewöhnlich günstigen Witterungsbedingungen überleben. Allerdings erlitt er Erfrierungen an zwei Zehen. Den größten Teil des Abstiegs hatte er noch vor sich. Zeitweise war er in einem gefährlichen Zustand der Apathie und wurde von Wahrnehmungstäuschungen heimgesucht. Er nahm Pervitin ein.  Nach 41 Stunden traf er im Zustand äußerster Erschöpfung und extrem dehydriert wieder im Lager V ein, wo die Hoffnung auf seine Rückkehr schon zu sinken begonnen hatte. Buhl bewältigte in den folgenden Tagen auch noch aus eigener Kraft den Abstieg bis ins Hauptlager, wo man am 7. Juli eintraf. Hier stellte sich heraus, dass seine erfrorenen Zehen nicht zu retten waren, sondern amputiert werden mussten. Auf dem restlichen Rückmarsch musste er daher getragen werden. Hans Ertl drehte über diese Expedition den Dokumentarfilm Nanga Parbat.
Im Anschluss an die Expedition kam es zu einem Zerwürfnis mit Herrligkoffer wegen dessen autoritären Führungsstils, dem sich Buhl als das mit Abstand leistungsstärkste Mitglied der Mannschaft nicht widerspruchslos unterordnete, was ihn in entscheidenden Situationen auch zu eigenmächtigen Entscheidungen veranlasste. Es folgten gerichtliche Auseinandersetzungen um die Verwertungsrechte, die sich der Expeditionsleiter vorab gesichert hatte. Buhl wollte seinen Gipfelsieg dagegen in eigenen Publikationen verwerten. Er betrachtete ihn als persönlichen Erfolg, den er gegen die von der Expeditionsleitung am 29. Juni wegen Monsuneinbruchs erteilte Anweisung zum Rückzug ins Hauptlager errungen hatte.
1999 wurde Buhls am Gipfel zurückgelassener Pickel von einer japanischen Expedition gefunden und seiner Witwe zurückgegeben.

### Erstbesteigung des Broad Peak
Wegen der beim Abstieg am Nanga Parbat erlittenen Erfrierungen waren Buhls Fähigkeiten im Felsklettern etwas eingeschränkt. Er wandte sich nun verstärkt dem Höhenbergsteigen zu.
Am 9. Juni 1957 bestieg Buhl zusammen mit Fritz Wintersteller, Kurt Diemberger und Marcus Schmuck als Erster den Broad Peak (8051 m) im Karakorum und setzte damit zugleich einen Markstein in der Entwicklung des Alpinstils an einem Achttausender. Hermann Buhl und Kurt Diemberger sind die weltweit einzigen zwei Bergsteiger, die zwei der Achttausender erstbestiegen. (Gyalzen Norbu bestieg zwar als erster Bergsteiger zwei Achttausender, doch den Makalu einen Tag nach den Erstbesteigern der gleichen Expedition.) Der originale Wimpel mit dem Logo der Sektion Bergland, mit dem Buhl das Gipfelfoto machte, ist in der Gaststube des August-Schuster-Hauses ausgestellt. Dieses Gipfelfoto sowie der letzte Brief von Buhl an seine Kameraden von Bergland findet sich in der Festschrift zum 50-jährigen Bestehen der Sektion Bergland im Jahr 1958. Weitere persönliche Ausrüstungsgegenstände von Buhl sind in Berchtesgaden im Haus der Berge ausgestellt.

### Verschollen an der Chogolisa
Am 27. Juni 1957 stürzte Hermann Buhl bei einem Besteigungsversuch der nahe dem Broad Peak befindlichen Chogolisa (7654 m) mit einer Wechte in die Nordwand ab und ist seitdem verschollen. Kurt Diemberger, der Glück im Unglück hatte und Buhl nur wenige Meter vorausging, vor seinem Absturz aber versehentlich nicht mit ihm in einer gemeinsamen Seilschaft verbunden war, wurde nicht von Buhl mitgerissen. Anhand eines von Diemberger gemachten Fotos der Absturzstelle ist an der Gehspur im Schnee zu erkennen, dass Buhl im Schneegestöber wohl kurzzeitig die Orientierung verloren hatte und zu nah an den Wechtenrand gelangt sein dürfte, woraufhin die Wechte unter seinem Gewicht nachgab.

## Bedeutung und Würdigung

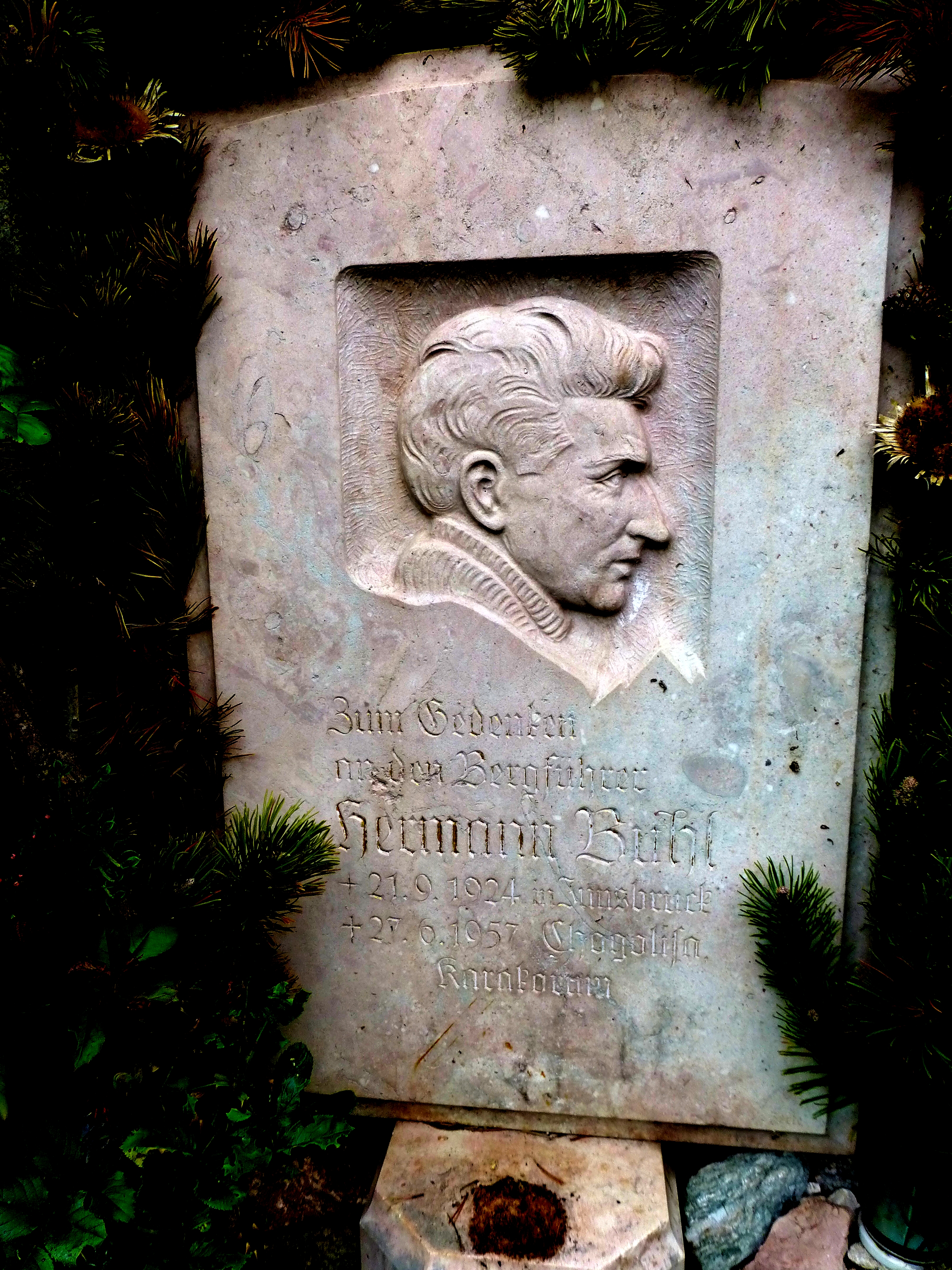
Gedenktafel Hermann Buhl auf dem Alten Friedhof in Ramsau bei Berchtesgaden

Hermann Buhl war der Erste, der einen Achttausender auf dem Schlussstück allein und ohne zusätzlichen Sauerstoff bestieg. Die österreichischen Sportjournalisten wählten ihn am 21. Januar 1954 zum „Sportler des Jahres 1953“. Er war Mitglied des Österreichischen Alpenklubs. Dazu mussten (wie bei jedem anderen Mitglied) zwei andere Mitglieder seine Aufnahme befürworten.
In Fachkreisen gilt er aufgrund seiner aufsehenerregenden Erstbegehungen in den Alpen und im Karakorum bis heute als einer der bedeutendsten Felskletterer und Höhenbergsteiger aller Zeiten.
Seine Art, Extremalpinismus zu betreiben, brach mit den nationalen Bergsteigeridealen früherer Jahrzehnte. Buhl orientierte sich an persönlichen Motiven wie der Lust am Grenzgang. Statt schwerfälliger Materialschlachten am Berg zog er leichtes Gepäck, schnelle Aufstiege und einen Alpinismus ohne zusätzlichen Sauerstoff vor. Deshalb wird Buhl auch als Wegbereiter Reinhold Messners gesehen.
Am Nanga Parbat war Buhl 41 Stunden allein unterwegs. Er nahm während seiner Gipfelbesteigung die aufputschende Droge Pervitin zu sich, ohne die er möglicherweise die Strapazen, insbesondere das ungeschützte Biwak auf 8000 m Höhe, nicht überlebt hätte.
49 Jahre nach Buhls Tod an der Chogolisa unternahm der österreichische Bergsteiger und Alpinhistoriker Markus Kronthaler die Expedition Auf den Spuren von Hermann Buhl am Broad Peak und kam dabei am 8. Juli 2006 ums Leben.
Benennungen
Nach Hermann Buhl wurde am 24. September 2012 in Innsbruck der bis dahin unbenannte Platz vor der Hungerburgbahn-Bergstation ⊙ als Hermann-Buhl-Platz benannt. Die feierliche Einweihung fand am Vorabend des 3. Juli 2013 (60-jähriges Jubiläum der Erstbesteigung des Nanga Parbat durch Hermann Buhl) in Anwesenheit von Hermann Buhls Ehefrau Eugenie und zweien seiner drei Töchter Kriemhild und Silvia statt.

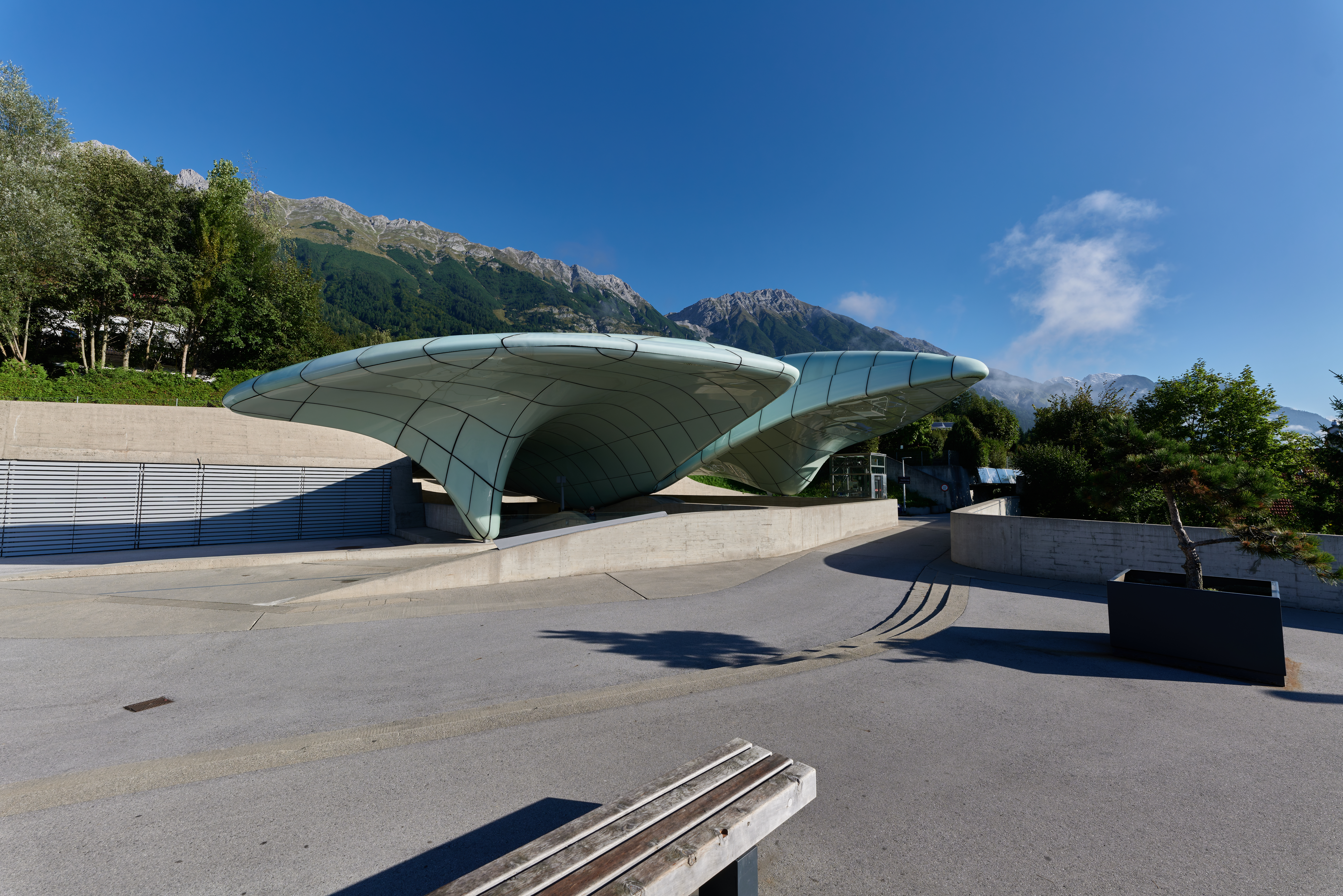
Bergstation der Hungerburgbahn am Hermann-Buhl-Platz
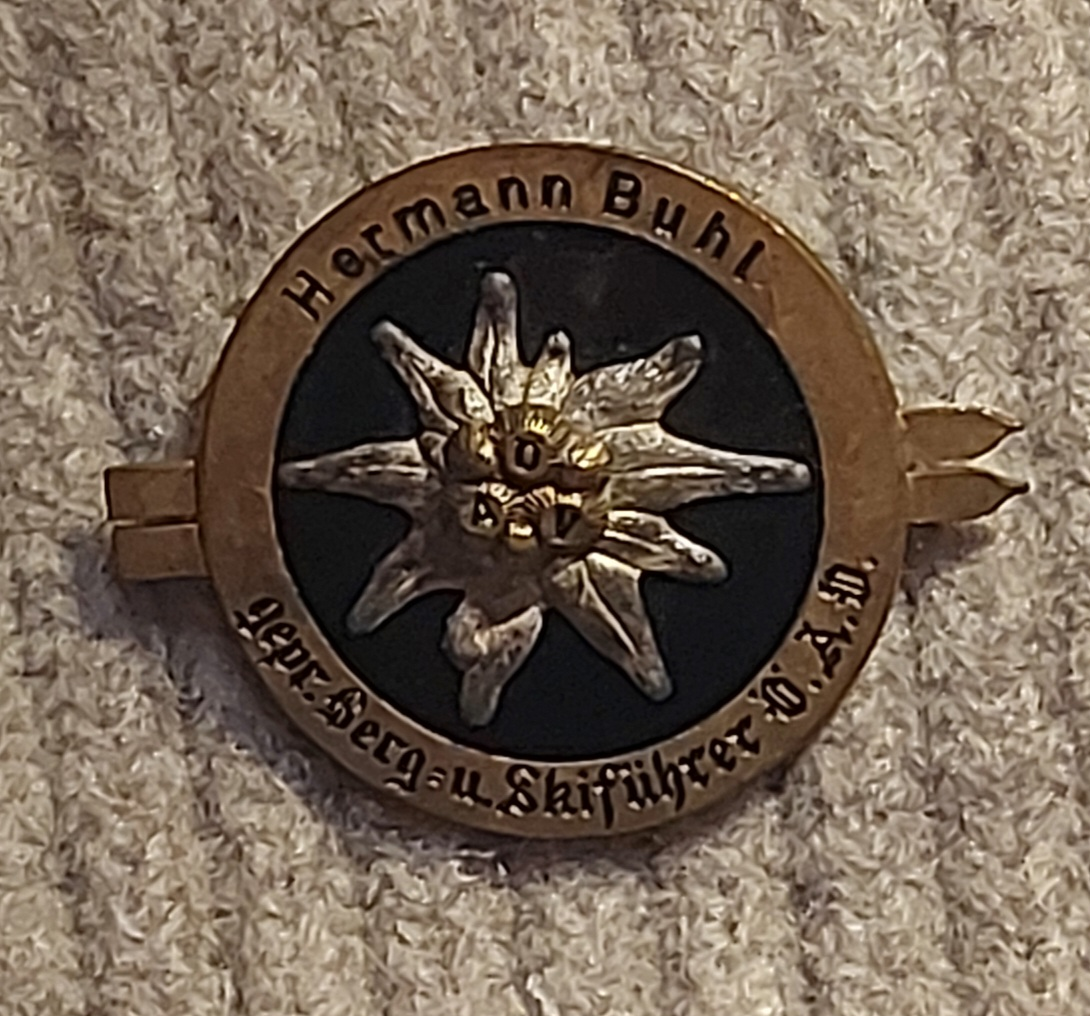
Bergführer-Abzeichen von Hermann Buhl
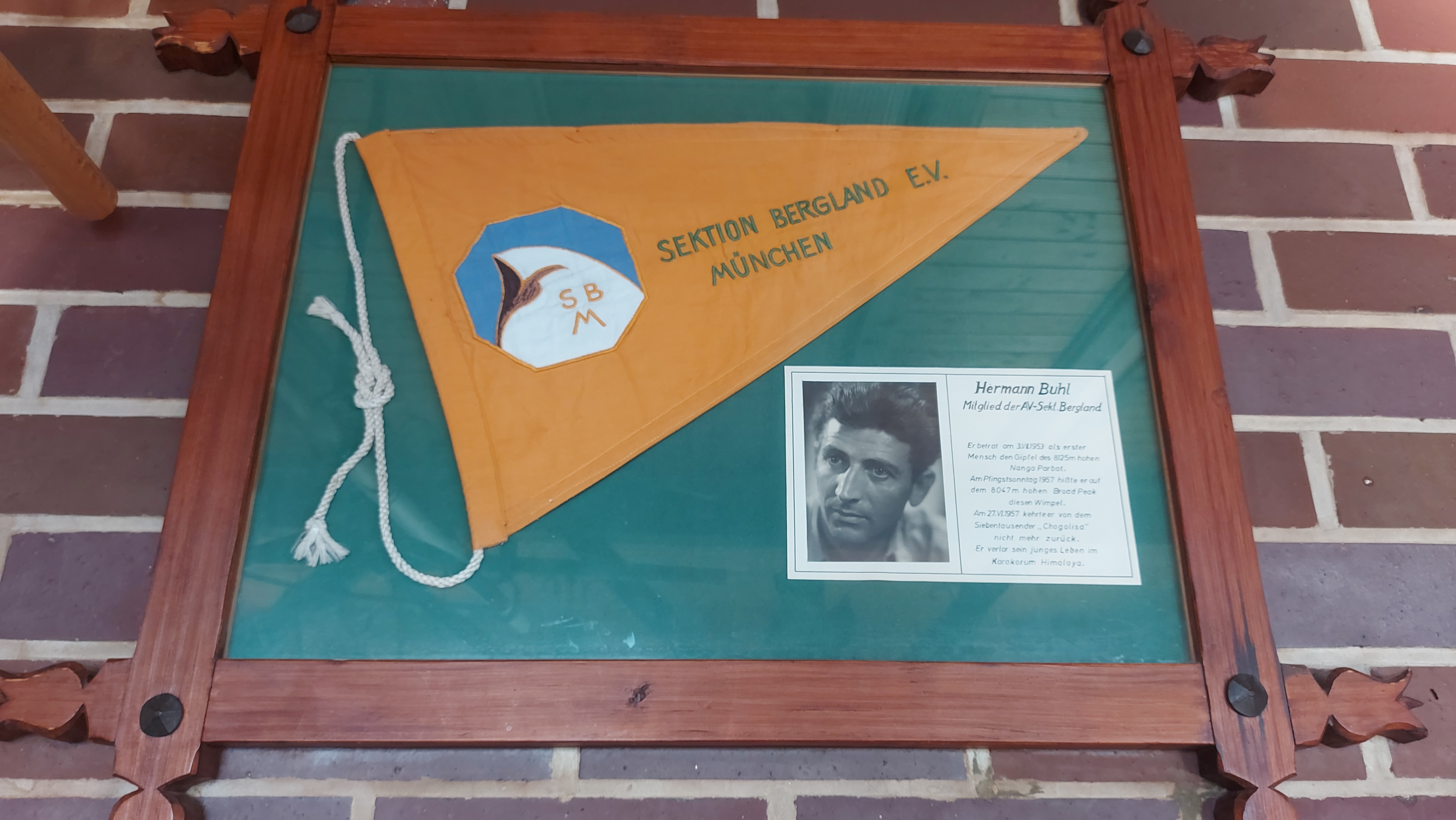
Hermann-Buhl-Gedenktafel im August-Schuster-Haus mit Original-Wimpel

## Werke
- Achttausend drüber und drunter. Nymphenburger Verlag, München 1954 (und zahlreiche spätere Auflagen)